# Stjepan Tumpić
Stjepan Tumpić (Imbriovec, 26. veljače 1949. – ?, 12. srpnja 2025.) bio je hrvatski zagonetač, pravnik, urednik i publicist. Objavio je više od 11 tisuća zagonetki u više od 30 listova i časopisa.

## Zagonetaštvo
Prvu križaljku objavio je 30. svibnja 1969. u Enigmi. Bio je među prvim članovima Enigmatskog udruženja Bjelovar i član njegova uredništva (1973. – 1974.) i vanjski urednik u Čvor križaljci (1974. – 1977.); križaljke, zagonetske i teorijske članke objavljivao je u Zagonetaču, Vazakovom biltenu, Vjesnikovu kvizu i Kvizorami, često i pod pseudonimima „Tust” i „Ant”. Bio je među osnivačima Varaždinskoga zagonetačkog kluba (Vazak-a).

## Nagrade
Dobitnik je godišnje Nagrade Boris Janković uredništva Vjesnikova kviza (1987.) i Diplome Nikola Faller (2004.) za knjigu Sintagmatske zagonetke.

## Djela
- Struktura križaljke – Odgonetljivost u mrežastim zagonetkama (1980.)
- Sintagmatske zagonetke (2002.)
- Novi nominativi (2007.)
- Rječnik antičkih pojmova (2021.)
- Grčke i latinske zagonetke (2021.)